# دينيس كريستوفر
دينيس كريستوفر (بالإنجليزية: Dennis Christopher)‏ مواليد 2 ديسمبر 1955 في فيلادلفيا، هو ممثل أمريكي بدأ مسيرته الفنية سنة 1967.

## الأعمال
- الهروب
- عربات النار
- ترابر جون إم دي
- ماتلوك
- روزويل
- عبر جوردان
- ستة أقدام تحت الأرض
- القانون والنظام: النية الإجرامية
- آنجل
- إن واي بي دي بلو

## روابط خارجية
- دينيس كريستوفر على موقع IMDb (الإنجليزية)
- دينيس كريستوفر على موقع قاعدة بيانات الأفلام العربية
- دينيس كريستوفر على موقع ألو سيني (الفرنسية)
- دينيس كريستوفر على موقع أول موفي (الإنجليزية)
- دينيس كريستوفر على موقع قاعدة بيانات برودواي على الإنترنت (الإنجليزية)
- دينيس كريستوفر على موقع قاعدة بيانات الأفلام السويدية (السويدية)
- دينيس كريستوفر على موقع إن إن دي بي (الإنجليزية)
- دينيس كريستوفر على موقع قاعدة بيانات الفيلم (الإنجليزية)
- دينيس كريستوفر على موقع كينوبويسك (الروسية)